# In corpore sano
In corpore sano (lateinisch In gesundem Körper) ist ein serbischsprachiger Popsong, der von Ana Đurić und Milovan Bošković geschrieben wurde. Mit dem Titel vertrat Đurić unter ihrem Künstlernamen Konstrakta Serbien beim Eurovision Song Contest 2022 in Turin.

## Hintergrund
Am 14. Januar 2022 stellte die serbische Rundfunkanstalt Radio-Televizija Srbije die Kandidaten für die Vorentscheidung zum kommenden Eurovision Song Contest, Pesma za Evroviziju 2022, vor, darunter auch Konstrakta. Ihr Titel In corpore sano wurde am 8. Februar veröffentlicht. Am 3. März nahm sie am ersten Halbfinale der Vorentscheidung teil, in welchem sie sich mit acht weiteren Teilnehmern für das Finale qualifizieren konnte. Das Finale fand am 5. März statt. Dieses konnte Konstrakta mit jeweils der Höchstpunktzahl von Jury und Zuschauern für sich entscheiden. Während sie im Halbfinale hinter Zorja Pajić lediglich den zweiten Platz erreichen konnte, gewann sie das Finale mit mehr als doppelt so vielen Zuschauerstimmen wie die zweitplatzierte Sara Jo.
Eine Teilnahme beim Vorentscheid sei ursprünglich nicht in Betracht gezogen worden, jedoch habe sie sich nach Drängen eines Freundes umentschieden. Den Titel schrieb Đurić mit Milovan Bošković, der ebenfalls Teil ihrer Gruppe Zemlja gruva ist.
Das Lied ist der mittlere Teil eines längeren Werkes unter dem Titel Triptih (deutsch Triptychon), das unmittelbar nach der Vorentscheidung veröffentlicht wurde. Es besteht aus den drei Titeln Nobl, In corpore sano und Mekano.

## Inhaltliches
Laut der Sängerin beinhaltet In corpore sano verschiedene Aspekte des Themas Gesundheit. Einerseits existiere eine „Angst-Atmosphäre“, in der die persönliche Gesundheit einen wichtigen Stellenwert einnehme. Dies sei etwas, das komplett in der eigenen Verantwortung liege. Es existiere ein gewisser Druck, der es nötig mache, unbedingt gesund zu bleiben und dies auf verschiedene Wege zu erreichen, beispielsweise durch einen entsprechenden Lebensstil. Andererseits könne man ein gesundes Verhältnis zu Gesundheit aufbauen, etwa indem man sich klarmache, dass die Gesundheit zwar in seinen eigenen Händen liege, man aber Krankheiten und letztendlich den Tod besser akzeptieren könne. Das beim Live-Auftritt dargestellte Händewaschen sei untrennbar mit dem Text verbunden und sei in Verbindung mit der anhaltenden COVID-19-Pandemie zu bringen, bei der insbesondere Musikern geschadet worden sei. Die Kritik der Sängerin am Gesundheitssystem, das immer teurer werde, wurde in Bezug auf den an Leukämie verstorbenen Miroslav Ničić, Gitarrist von Zemlja gruva, interpretiert, der ohne Krankenversicherung lebte. Đurić bestritt jedoch eine solche Verbindung.
Der Titel beginnt mit dem lateinischen Ausspruch Mens enfermos in corpore sano in umgekehrter Aussprache, eine Anspielung auf die Redewendung Mens sana in corpore sano. In der ersten Strophe fragt die Sängerin, was das Geheimnis der Haare von Meghan Markle sei und dass dafür eine gute Hydration verantwortlich sein könnte. Des Weiteren geht es um Augenringe, die als Symptom auf Probleme mit der Leber hindeuten können, sowie Flecken um die Lippen, die auf eine vergrößerte Milz schließen. In der zweiten Strophe spricht die Sängerin das vegetative Nervensystem an, das für einen eigenständigen Herzschlag sorgt. Weiterhin handelt die Strophe von einem Spaziergang mit dem Hund, bei dem das lyrische Ich seine Schritte zählt und darauf vertraut, dass sein Herz von selbst schlage. Zum Schluss der Strophe bittet die Sängerin Gott um Gesundheit, weil sie nicht krankenversichert sei.
Der Refrain beinhaltet die Anspielung auf Marina Abramovićs Performance (siehe Rezeption) und wiederholt, dass die Künstlerin gesund sein muss (serbisch Umetnica mora biti zdrava).

## Rezeption
Das Magazin Glossy ist der Ansicht, der Live-Auftritt der Sängerin sei von Marina Abramović inspiriert, welche als „Mutter der Konzeptkunst“ gilt. Abramović zeigte 1975 eine Aufführung, in der sie sich extensiv die Haare kämmte und unaufhörlich die Worte „Kunst muss schön sein, die Künstlerin muss schön sein.“ (serbisch Umetnost mora da bude lepa, umetnica mora da bude lepa) sprach. Die einstündige Performance, in der Abramović wie in Trance wirke, sei Vorbild für die Textzeile „A umetnica mora biti zdrava“ (deutsch Und die Künstlerin muss gesund sein). Personen wie Meghan Markle aus höheren Schichten hätten keine Sorgen mit ihrer Krankenversicherung und könnten sich daher stärker der Haarpflege widmen, im Gegensatz zu Menschen ohne entsprechende Versicherung, die selbst analysieren müssten, von welchen Krankheiten ihre Symptome stammten. Đurić erklärte später, dass der Bezug zu Abramović bewusst gewählt worden sei.
Tena Šarčević von glazba.hr ist der Ansicht, In corpore sano spreche auf vielen Ebenen soziale und politische Themen an und schaffe es trotzdem, unterhaltsam zu bleiben. Weiterhin erklärte sie die schwierige Situation von Künstlern in Serbien, die zumeist die Beiträge für ihre Krankenversicherung selbst aufbringen müssen, solange sie nicht den Status eines freiberuflichen Künstlers bekommen, dessen Anerkennung sich im Land als äußerst schwierig gestaltet. Mit den vom Vocoder verzerrten Stimmen im Lied wird laut Šarčević das digitale Zeitalter kritisiert. Das Lied beinhalte kluge Referenzen auf die Popkultur, jedoch sei das Wichtigste, dass die Musikerin es geschafft habe, ein extrem lustiges Lied zu schreiben, das man nach dem ersten Anhören leicht mitsingen könne.
Hrvoje Horvat vom Večernji list schrieb, dass Đurić ein „innovatives Lied“ erschaffen habe und es mit einer minimalistischen, aber effektiven Bühnenperformance aufführe.
Thomas Roser vom Tagesspiegel fasst die Reaktionen aus der Region der Sängerin wie folgt zusammen: „Manche Musikkritiker fühlen sich bei ihrer Handwasch-Performance an Balkan-Politiker erinnert, die ihre Hände gerne ständig in Unschuld waschen. Andere wittern in ihrem Song eine harsche Kritik an den Zuständen des Gesundheitssystems, an der ‚kranken‘ Gesellschaft oder an der schlechten sozialen Absicherung freier Künstler.“. Weiter erklärt er, für einen Überraschungserfolg beim Eurovision Song Contest wirke der Beitrag „einfach zu unorthodox“.

## Veröffentlichung
Das Lied erschien sowohl auf dem Sampler Pesma za Evroviziju 2022 mit allen anderen Wettbewerbstiteln, als auch als Single. Gemeinsam mit den Songs Nobl und Mekano erschien am 1. März 2022 das 12-minütige Video Triptih, das unter der Leitung von Maja Uzelac entstand, sowie von ihr mit Ana Rodić und Đurić ausgearbeitet wurde.

## Mitwirkende
- Ana Đurić: Gesang, Musik, Text, Arrangement, Begleitgesang
- Milovan Bošković: Musik, Arrangement, Begleitgesang, Gitarre
- Jovan Antić, Jovan Knežević: Begleitgesang
- Alek Kezele: Bechertrommel[19]

## Beim Eurovision Song Contest
Serbien wurde ein Platz in der zweiten Hälfte des zweiten Halbfinale des Eurovision Song Contest 2022 zugelost, welches am 12. Mai stattfand. Am 29. März wurde bekanntgegeben, dass das Land die Startnummer 3 erhalten hat. Das Land konnte sich erfolgreich für das Finale qualifizieren und erhielt die Startnummer 24. Im Finale am 14. Mai erreichte Serbien mit insgesamt 312 Punkten den fünften Platz.